# Vîșnivka, Liuboml
Vîșnivka (în ucraineană Вишні́вка) este un sat în comuna Hușcea din raionul Liuboml, regiunea Volînia, Ucraina.

## Demografie
Componența lingvistică a localității Vîșnivka
     Ucraineană (99,25%)
     Alte limbi (0,75%)
Conform recensământului din 2001, majoritatea populației localității Vîșnivka era vorbitoare de ucraineană (99,25%), existând în minoritate și vorbitori de alte limbi.